# Twelve Moons
Twelve Moons ist ein Jazzalbum des norwegischen Saxophonisten Jan Garbarek. Die im September 1992 entstandenen Aufnahmen erschienen 1993 bei ECM Records.

## Hintergrund
Jan Garbarek spielt zusammen mit seiner Jan Garbarek Group, bestehend zu diesem Zeitpunkt aus dem Pianisten Rainer Brüninghaus, dem Bassisten Eberhard Weber, dem Schlagzeuger Manu Katché und der Perkussionistin Marilyn Mazur. Ergänzt wird das Ensemble durch die beiden norwegischen Sängerinnen Agnes Buen Garnås und Mari Boine. Das Album enthält neben Eigenkompositionen von Jan Garbarek, die Kompositionen Arietta von Edvard Grieg, Darvanan von Mari Boine und Witchi-Tai-To von Jim Pepper sowie die zwei Traditionals Psalm und Gautes-Margjit.
Das Album Twelve Moons wurde von ECM Records als 500. Veröffentlichung ausgewählt.

## Titelliste
- Jan Garbarek: Twelve Moons (ECM 1500)

1. Twelve Moons – 7:35
2. Psalm (Traditional) – 6:32
3. Brother Wind March – 10:17
4. There Were Swallows – 8:36
5. The Tall Tear Trees – 5:45
6. Arietta (Edvard Grieg) – 6:21
7. Gautes-Margjit (Traditional) – 11:53
8. Darvanan (Mari Boine) – 4:54
9. Huhai – 7:29
10. Witchi-Tai-To (Jim Pepper) – 5:43

Soweit nicht anders angegeben stammen alle Kompositionen von Jan Garbarek.

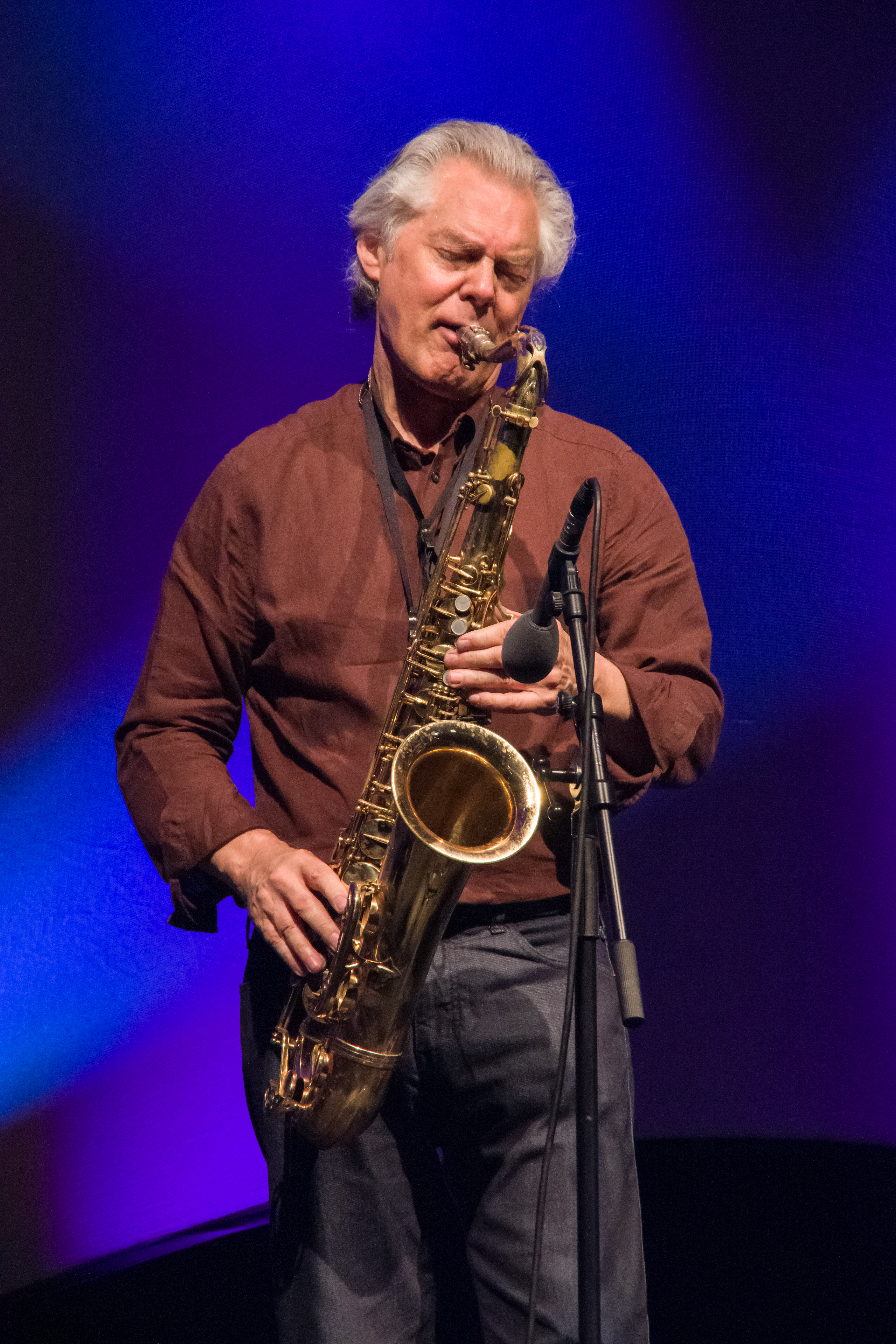
Jan Garbarek (2018)

## Rezeption
Allmusic verlieh dem Album 4 von 5 Sternen und schrieb: „Kompositorisch ist Twelve Moons eine merkwürdige Mischung aus leichtem Jazz und norwegischen Volksmelodien.“ Jeder Song sei verträumt und ziemlich mystisch. „Fans von Garbareks durchdringendem, Englischhorn-artigem Sopransaxophon-Sound werden durchweg mit inspiriertem Spiel verwöhnt und Schlagzeuger Manu Katché, bekannt für seine Arbeit mit Peter Gabriel und Sting, glänzt auf jedem Track. Außerdem gibt es ein schönes Zusammenspiel zwischen Garbarek und der Band bei "Witchi-Tai-To", einem Remake einer Melodie, die der Saxophonist erstmals auf seinem gleichnamigen Album aus dem Jahr 1974 aufgenommen hat.“
Der Saxophonist Tommy Smith kommentiert: „Garbareks Sound enthält den Ruf der Wildnis und die Klanglandschaften des Planeten. Dieses Klangerlebnis, ob live oder im Studio gespielt, ist für Jan äußerst wichtig.“ Das Album zeige Garbarek an einem interessanten Punkt seiner Entwicklung, „er erforscht immer noch die Folklore“ und vermählt sie mit seinem jazzorientierten Programm.
Nach Ansicht von Richard Cook und Brian Morton, die in ihrem The Penguin Guide to Jazz das Album mit der Höchstnote bewerten, erlebe man Garbarek musikalisch an einem interessanten Punkt der Entwicklung, erforscht er doch immer noch die Folklorematerialien von Rosensfole, halte aber auch den Weg zurück in ein jazzorientierteres Programm offen. Dies sei eine schöne Aufzeichnung, resümieren die Autoren, und ein Verdienst aller Beteiligten.